# Књига о Јестири
Књига о Јестири је књига Старога завјета. Говори о Божијој бризи за изабрани народ преко Јестире. Јевреји је читају на празник Пурим. Библијска скраћеница књиге је Ест, односно Јест.
Догађаји описани у Књизи о Јестири дијелом су потврђени преко Херодотових списа и археолошких истраживања. Десили се у вријеме персијског цара Асвира, односно Ксеркса I (486–465. п. н. е.). Није познато име писца, али се највјероватније ради о побожном Јеврејину, који је добро познавао прилике на царском двору и вјероватно и сам био учесник догађаја. Персијски краљ Кир Велики допустио је Јудејима повратак из заточеништва, дио је отишао кући, а дио је остао. Књига пише о Јеврејима, који су остали у Персији.

## Прича
Књига о Јестири почиње шестомјесечном (180-дневном) гозбом коју је приредио персијски цар Асвир за војску, Медију, сатрапе и кнезове 127 провинција његовог царства, након чега је приредио седмодневну гозбу и опијање за становнике Шушана (или Сусана), богате и сиромашне, док је царица Астина приредила одвојену гозбу за жене у царском двору.
Последњег дана седмодневне гозбе, Асвир је пијан и на наговор својих дворјана, наредио својој жени Астини да „покаже своју љепоту“ пред племићима и народом, носећи своју царску круну. Она је одбила због чега се цар наљутио и након разговора са мудрацима одлучио је да је уклони са положаја и наредио је да му се представе све младе жене, како би могао да изабере нову царицу која ће замијенити Астину. Једна од њих била је Јестира, која је као млада остала сироче и о којој је бринуо њен први рођак Мардохеј. Цар јој је показао наклоност и постала је његова нова жена. Она није открила своје поријекло нити да је Јеврејка, јер јој је Мардохеј савјетовао да то не ради.
Убрзо након тога, Мардохеј је открио завјеру двојице чувара палате, Вихтана и Тереса, да убију Асвира. Они су ухапшени и објешени, а Мардохејева служба цару је забиљежена у дневним записима двора.
Асвир је поставио Амана за свог намјесника, првог послије цара и наредио је да му се сви поклоне, што је Мардохеј, који је сједио на капији палате, одбио јер је сматрао да треба да се клања само Богу и пао је у Аманову немилост. Након што је сазнао да је Мардохеј Јеврејин, Аман је испланирао да убије и њега и цијелу јеврејску мањину у царству. Цару је испричао да широм његовог царства постоји расијан народ чији су закони другачији и који не извршавају царске законе и тражио је од цара дозволу да их истријеби, а да ће он обезбиједити 10.000 талената сребра да се донесе у ризницу. Цар му је дао свој прстен, рекавши му да задржи сребро а да са народом ради шта хоће. Аман је 13. синана преко писара написао писма свим царевим намјесницима, војводама и кнежевима свих народа, која је запечатио царевим прстеном, а з којем је написао да се побију и истријебе сву Јудејци, и млади и стари, 13. адара. Када је Мардохеј сазнао за планове, обукао је костријет и посуо се пепелом у знак жалости и јавно је плакао идући по граду, а многи други Јевреји у царству су радили исто то, уз широко распрострањено покајање и пост. Мардохеј је дошао пред врата палате, али му није било дозвољено да уђе у костријети; дјевојке и дворјани Јестирини су јој јавили и она му је по њима послала одјећу да се преобуче како би могао да уђе, али он није хтио да је прими. Јестира је послала Атаха, који јој је био додијељен да је служи, да сазна шта је Мардохеју, који му је испричао шта се догодило и дао му је препис заповијести да се истријебе Јудејци, да га покаже Јестири и да јој каже да оде код цара да га моли за свој народ. Јестира му је по Атаху поручила да никоме није дозвољено да оде код цара непозван, јер му у супротном пријети смртна казна и да је може спасити само ако јој цар пружи златну палицу, а она није била позвана 30 дана.
Мардохеј јој је поручио да у палати неће бити сигурнија од било ког другог Јеврејина, а да ће, ако буде ћутала, стићи спас за Јевреје из неког другог краја, али ће она и кућа њеног оца пропасти, као и да је можда уздигнута на положај царице да би била од помоћи баш у таквој ситуацији. Јестира му је поручила да окупи све Јудејце у Сусану и да посте за њу три дана и три ноћи, да ће она исто урадити са својим дјевојкама и да ће онда отићи код цара иако то закон забрањује, поручивши му „ако погинем нека погинем“. Трећег дана Јестира је отишла у унутрашњост двора, гдје је цар сједио на пријестолу, а кад је видио пружио је златну палицу према њој и упитао је шта хоће, рекавши да ће јој дати и половину царства ако хоће. Јестира му је одговорила да заједно са Аманом дође на гозбу коју је припремила, а на гозби када је опет упитао шта жели, замолила га је да дође поново сјутра са Аманом на гозбу и да ће тада рећи. Аман је након гозбе на капији поново срео Мардохеја, који није хтио да се помјери нити да се поклони, што је поново увриједило Амана, који је подстакнут од своје жене Сересе и пријатеља направио вешала за Мардохеја, са намјером да га ту објеси следећег дана прије гозбе.
Те ноћи цар није могао да спава патећи од несанице и наредио је да му донесу књигу о знаменитим догађајима, коју су му читали. Кад су дошли до записа како је Мардохеј рекао за два дворанима који су планирали завјеру, цар је питао каква му је част учињена за то и речено му је да није урађено ништа. У том тренутку је Аман дошао да каже цару да се објеси Мардохеј на вјешала која је припремио, али га је кад је дошао цар питао шта треба учинити човјеку кога цар хоће да прослави. Аман је мислио да цар мисли на њега и рекао је да му треба донијети царско одијело, дати му коња на којем цар јаше и ставити му царски вијенац на главу, а да неко од највећих кнезова треба да обуче тог човјека којег цар хоће да прослави и да га проведу на коњу по улицама и говоре „овако бива човјеку кога цар хоће да прослави“. Цар му је наредио да узме одијело и коња и да све то што је рекао уради Мардохеју који сједи испред царских врата. Аман га је обукао и водио га на коњу по улицама, а затим је испричао жени и пријатељима шта му се десило, који су му рекли: „кад је од јудејског племена Мардохеј пред којим си почео падати, нећеш га побиједити.“
Касније те вечери, цар и Аман су присуствовали другој гозби коју је припремила Јестира, на којој ју је цар опет питао шта жели; Јестира је тражила од њега да јој поклони њен живот као жељу и њен народ као молбу, рекавши да су она и њен народ продати да их побију и истријебе. Цар ју је упитао ко се усудио да то уради, на шта је она одговорила да им је непријатељ Аман. Цар се наљутио и отишао је у врт, а Аман је остао да моли царицу Јестиру да му поштеди живот; када се цар вратио, Арвона, један од дворана, рекао му је да је Аман код своје куће направио вјешала за Мардохеја, након чега је цар наредио да Амана објесе на њих. Цар је Јестири поклонио Аманову кућу, а Јестира му је рекла ко јој је Мардохеј, коме је тада цар дао прстен, а Јестира Аманову кућу.
Након тога, Јестира је поново молила цара за свој народ, траживши му да пише да се порекну наредбе Аманове да се истријебе сви Јудејци у царству. Цар је рекао Јестири и Мардохеју да пишу у његово име за Јудејце шта хоће и запечате његовим прстеном, јер оно што се пише у његово име и запечати се прстеном не може да се порекне. Они су позвали писаре 23. сивана и написали су писма која су послали у 127 територија царства, написавши сваком народу њиховим језиком и Јудејцима њиховим; у писмима су поручили да цар допушта Јудејцима у свим градовима да се скупе и бране свој живот, да побију и истријебе сваку војску било којег народа или земље која би их напала, као и њихову дјецу и жене и да могу да узму имања народу који побиједе. У сваком граду и територији гдје је стигла наредба почело је весеље, а многи од других народа су постали Јудејци јер их је било страх од Јевреја.
На дан 13. адара, када је требало да се изврши првобитна царева наредба, Јудејци су се скупили у својим градовима како би се бранили, али нико није смио да их нападне, а подржавали су их сви кнежеви, намјесници и управници, јер су се бојали Мардохеја. Јевреји су напали и побили своје непријатеље, убивши 500 људи у Сусану и десеторо Аманових синова, али нијесу дирали плијен, док су широм царства убили 75.000 људи. Када је цар чуо за то, испричао је Јестири и питао је шта жели још. Она га је замолила да допусти Јудејцима да и наредног дана поступају исто и да се десеторица Аманових синова објесе на вјешала. У Сусану су Јудејци убили 300 људи 14. адара, али нијесу дирали плијен, док су у осталим дјеловима царства приредили гозбу, уз весеље.
Мардохеј је преузео положај другог по рангу после цара и наредио је да се 14. и 15. адара сваке године организује прослава и весеље.

## Тумачење
Захтјев царици Астини да дође пред њима у царској круни и да покаже своју љепоту, рабини усмене Торе протумачили су то као да је желио да она носи само своју круну, односно да је тражио да буде гола. На основу избора ријечи коришћених у тексту и због чињенице да Тора дозвољава ујаку да ожени своју нећаку, неки текстови из рабинске књижевности наводе да је Јестира заправо била Мардохејева жена.